# Internationale Cricket-Saison 1945/46
Die internationale Cricket-Saison 1945/46 fand zwischen November 1945 und März 1946 statt. Als Wintersaison wurden vorwiegend Heimspiele der Mannschaften aus Südasien, der Karibik und Ozeanien ausgetragen. Es war die erste Saison die nach dem Zweiten Weltkrieg ausgetragen wurde, in dem Wettbewerbs-Cricket nur vereinzelt in Indien und innerhalb von Militärmannschaften ausgetragen wurde.

## Überblick

### Internationale Touren
| Beginn        | Heimteam   | Auswärtsteam | Resultate | Artikel |
| Beginn        | Heimteam   | Auswärtsteam | Test      | Artikel |
| ------------- | ---------- | ------------ | --------- | ------- |
| 29. März 1946 | Neuseeland | Australien   | 0–1 [1]   | Artikel |

## Nationale Meisterschaften
Aufgeführt sind die nationalen Meisterschaften der Full Member des ICC.
| Land            | First-Class            |
| --------------- | ---------------------- |
| Britisch-Indien | Ranji Trophy 1945/46   |
| Neuseeland      | Plunket Shield 1945/46 |